# Looberghe
Looberghe (westflämisch: Loberge) ist eine französische Gemeinde im Département Nord in der Region Hauts-de-France. Sie gehört zum Kanton Grande-Synthe im Arrondissement Dunkerque. Die Bewohner nennen sich Looberghois.

## Geografie
Die Gemeinde Looberghe liegt etwa zehn Kilometer südlich von Dünkirchen in Französisch-Flandern am Canal de la Haute Colme. Im Westen der Gemeindegemarkung verläuft der Ableitungskanal für die Großschifffahrt  Canal de la dérivation de la Haute Colme. Looberghe grenzt im Norden an Brouckerque, im Nordosten an Pitgam, im Osten an Drincham, im Südosten an Eringhem, im Südwesten an Merckeghem und Cappelle-Brouck sowie im Nordwesten an Bourbourg.

## Bevölkerungsentwicklung
| Jahr                       | 1962 | 1968 | 1975 | 1982 | 1990 | 1999 | 2006 | 2012 | 2020 |
| Einwohner                  | 1030 | 935  | 1025 | 1162 | 1185 | 1176 | 1176 | 1174 | 1195 |
| Quellen: Cassini und INSEE |      |      |      |      |      |      |      |      |      |

## Sehenswürdigkeiten

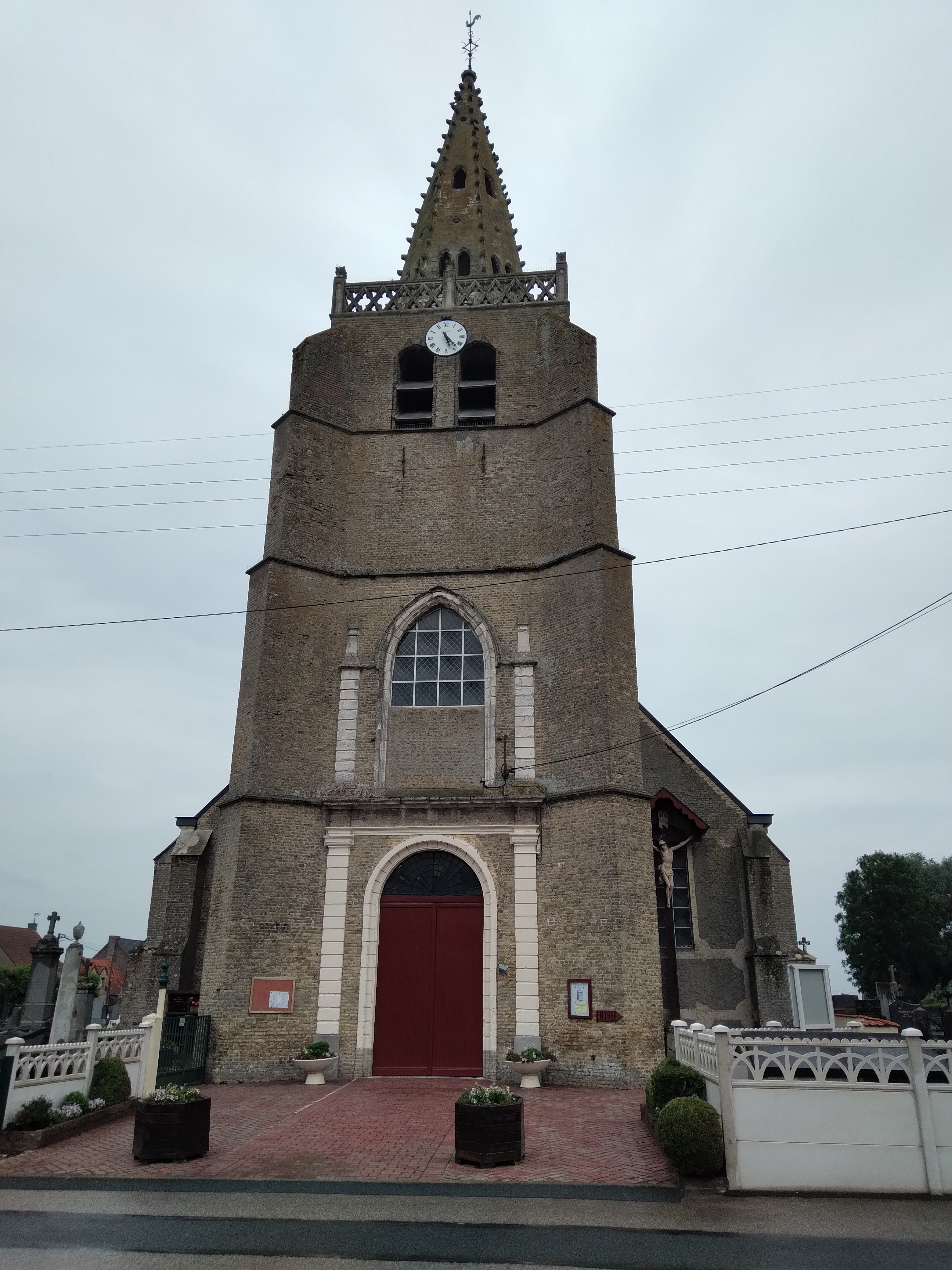
Kirche Saint-Martin
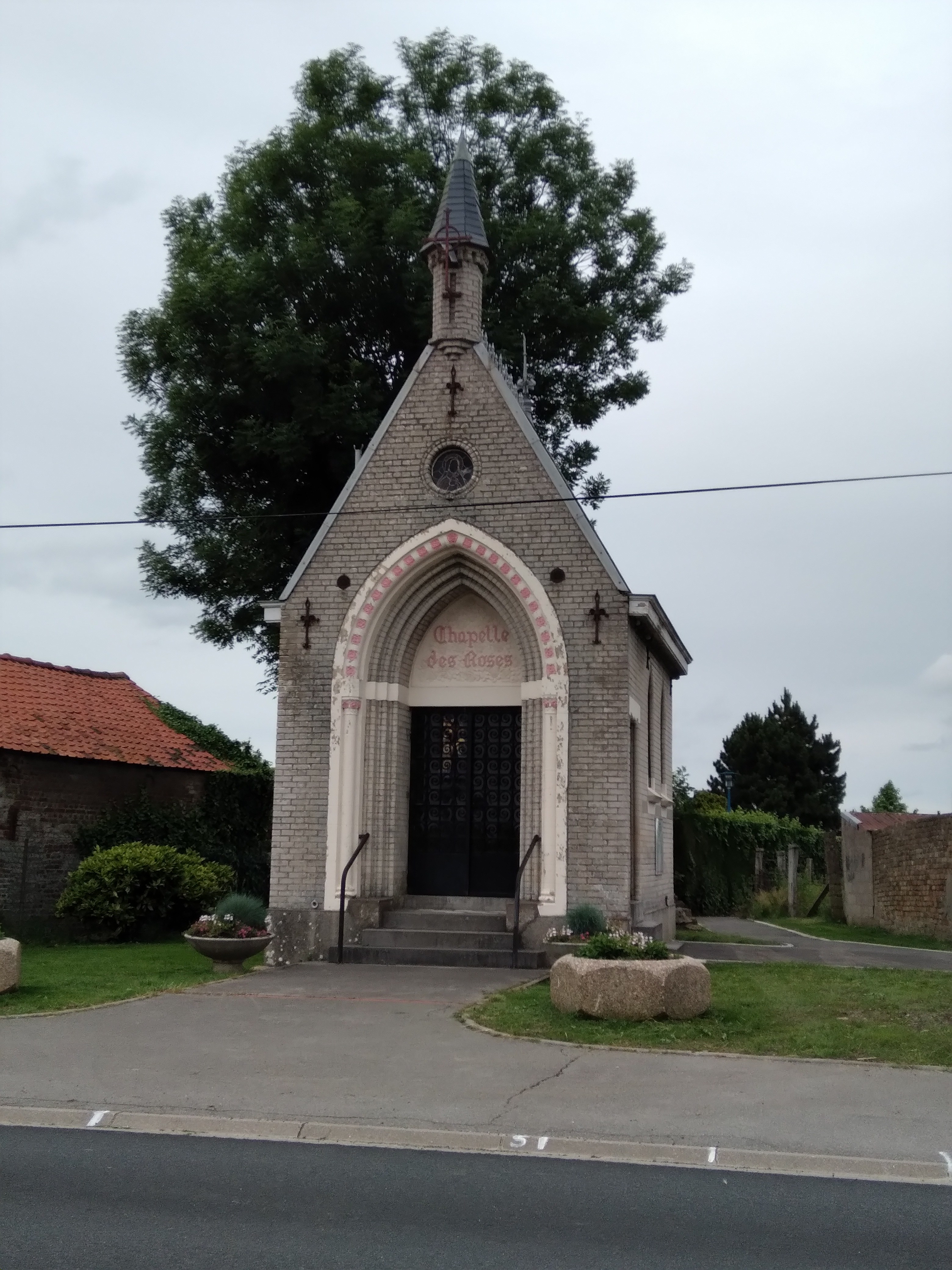
Kapelle Sainte-Thérèse
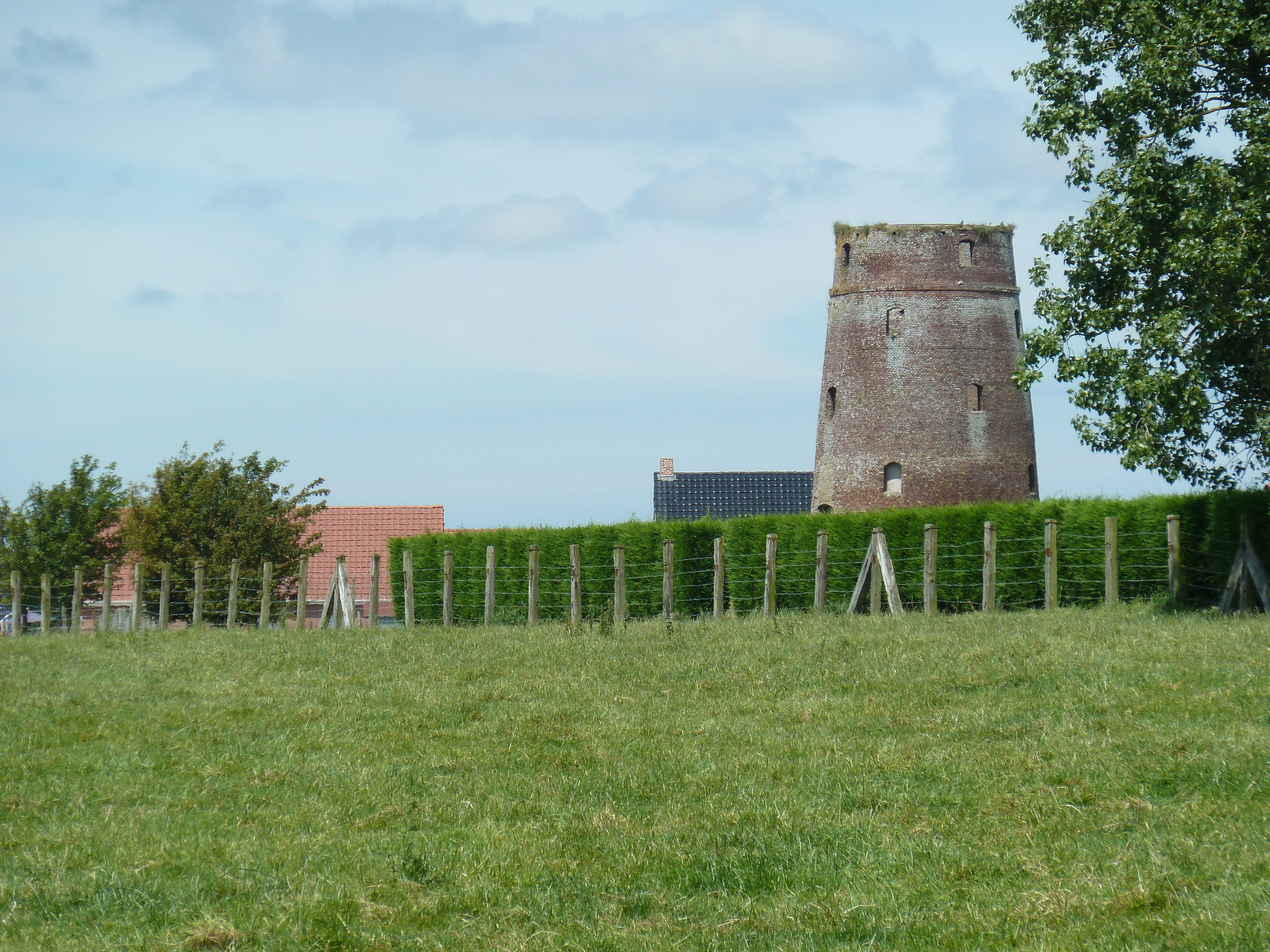
Reste der ehemaligen Windmühle

- Kirche Saint-Martin
- Kapelle Sainte-Thérèse
- Reste der ehemaligen Windmühle